# Красное (Прохоровский район)
Красное — село в Прохоровском районе Белгородской области России, входит в Призначенское сельское поселение

## География
Село находится в 46 км от Белгорода, на высоте 266 метров над уровнем моря.

## Население
| 2002 | 2010 |
| ---- | ---- |
| 163  | ↘111 |

## Связь
В Красном есть отделение почтовой связи «Красное» Прохоровского почтамта УФПС Белгородской области — филиала ФГУП «Почта России» (почтовый индекс — 309021)

## История
Название села может происходить из-за цвета ягод в садах, которыми богато село. К июлю ягоды поспевали и балки, покрытые посадками, приобретали алый цвет. Часто путники, по дороге в Корочу, останавливались отдохнуть именно здесь, любуясь этими видами.
Свою историю село начало со времен борьбы гетмана Богдана Хмельницкого с Речью Посполитой, спасаясь от поляков, люди продвигались от Запада вглубь России. Так в 1770 годах была образована деревня Новоселовка, а за ней, чуть дальше, мастеровые люди обжили красивое место с дубовым лесом, пригорками, создав здесь деревню Красное. Село быстро разрасталось и через некоторое время на его территории находилось более 900 срубовых дубовых домов с хозяйственными постройками. Белгородский краевед А. Г. Бобов в своих работах пишет следующее: «Красное – относительно молодой населенный пункт. Хутор Красный появился около 1830 года. За 20 лет своего существования хутор вырос в деревню и стал селом. Красное получило свое название от Красной яр Один из логов, который сегодня тянется от села Красного в сторону Желтой плоты, берущей начало от хутора Нива, назывался Черемошной яругой от произраставшего здесь дикого лука. Заселялось Красное в основном из сел Плоты и Новоселовка и немного из с. Казачьего». 
Деревянная церковь в честь святого великомученика Дмитрия Солунского была построена в 1859 году. К её приходу также относились хутора Зеленый и Александровский. После этого деревня Красное получает статус села. Церковь строилась силами жителей и на их средства.  
В 1875 году построили начальную школу. Это было одноэтажное здание с двумя входами и печным отоплением. Как и церковь, школа была построена на средства жителей села.  
По архивным данным 10-й ревизии при переписи населения, в 1858 году в Красном проживало 553 мужчины, в 1885 году перепись насчитала в селе и хуторе Думный 195 дворов и 1287 жителей.
В 1917 году после Октябрьской революции, крестьянам выделили наделы земли. Во времена Гражданской войны через село Красное проходили многие войска: корниловские, деникинские и колчаковские. С приходом НЭПа в селе стали выращивать племенных, тяжеловозных лошадей, которых всегда отмечали как лучших на белгородских выставках.
К этому времени в селе функционировали 7 ветряных мельниц. 
Коллективизация проходила в селе тяжело, многие были репрессированы, раскулачены, высланы в Сибирь, откуда уже не вернулись. Около 300 домов было разобрано, перевезено в Прохоровку, где из них построили элеватор и жилые дома. 
Село Красное, Прохоровского района , в 1928 году стало центром Краснянского сельсовета. В сельсовет вошли 8 хуторов: Александровский , Драный , Зеленый , Красный , Кубышин, Мардов, Панечкин и Тихая Падина.
Во время ВОВ Красное было оккупировано после боя нацистских войск и подразделений 227-й стрелковой дивизии РККА 16 ноября 1941 года.
Жители села также строили оборонительные сооружения, работали на строительстве аэродрома в Грушках и  ухаживали за ранеными.
В центре села расположена братская могила и памятник павшим воинам, отдавшим жизнь за защиту своей Родины. В 50-х годах были перенесены останки из братской могилы хутора Драный. В 1967 году был установлена скульптура «Воин с автоматом в руках».
В 1943 году село освободили от захватчиков и начали свою работу колхозы Краснянского сельского Совета Курской области. 
В 1950 произошло объединение колхозов в  колхоз имени Димитрова Краснянского сельского Совета Прохоровского района Курской области.  
В 1954 г. произошло укрупнение сельсоветов,  по указу Президиума Верховного Совета РСФСР, и Краснянский и Праворотский объединили в Праворотский сельсовет Прохоровского района Белгородской области.  
В 1958 году в ходе реформ и объединений колхозов, село Красное стало относиться к колхозу «Заря коммунизма».  
В селе родился Герой Советского Союза Василий Литвинов.  Состоял в рядах Красной Армии с августа 1941 года,  участник советско-японской войны 1945 года, в 1945 году окончил Горьковское военно-политическое училище, в 1957 – военно-политическую академию имени В.И.Ленина. Награжден орденами Отечественной войны 1-й степени, двумя орденами Красной Звезды, орденом «Знак Почета», орденом Славы 3-й степени, орденом Ленина, медалями.84 С января 1979 года – полковник в запасе, жил в г. Харьков. 